# Prestoea simplicifolia
Prestoea simplicifolia är en enhjärtbladig växtart som beskrevs av Galeano-garcés. Prestoea simplicifolia ingår i släktet Prestoea och familjen Arecaceae. Inga underarter finns listade i Catalogue of Life.